# Lanište (Ključ)
Lanište (szerbül: Ланиште) kihalt szerb falu Bosznia-Hercegovinában, a Bosznia-hercegovinai Föderáció Una-Szanai kantonjában, Ključ községben.

## Fekvése
Bosznia-Hercegovina nyugati részén, Bihácstól légvonalban 68, közúton 80 km-re délkeletre, Ključtól légvonalban 9, közúton 13 km-re nyugatra, a Ključ városát Bosanski Petrovaccal és Biháccsal összekötő főút mentén fekszik.

## Népessége
| Nemzetiségi csoport | Népesség 1991 | Népesség 2013 |
| ------------------- | ------------- | ------------- |
| Szerb               | 23            | 0             |
| Bosnyák             | 1             | 0             |
| Horvát              | 1             | 0             |
| Jugoszláv           | 0             | 0             |
| Egyéb               | 0             | 0             |
| Összesen            | 25            | 0             |

## Története
A Lanište 1 nevű emlékhely a boszniai történelem egy sötét fejezetének egyik dermesztő mementója. A Ključtól 14 kilométerre fekvő hegyvidéki régióban található tömegsír néma bizonyítéka a boszniai háború alatt elkövetett atrocitásoknak. A Lanište 1-ben 1996 októberében kezdődtek az exhumálások, amelyek során 188 személy maradványait tárták fel. Megdöbbentő módon az áldozatok közül 170-et sikerült azonosítani. A szerencsétleneket 1992 júliusában gyilkolták meg brutális körülmények között. Testüket ezután Bezdan erdő mélyén, több mint 20 méterrel a felszín alatt fekvő barlangban rejtették el. Ezt a barlangot, amely egy hegyi menedékház közelében található a szerb félkatonai erők már a boszniai háború kezdete óta bázisként használták.
1992. július 10-én a Boszniai Szerb Köztársaság hadseregének (VRS) egységei a rendőrséggel és a tartalékos erőkkel együtt szörnyű támadást indítottak a Ključ melletti Biljani falu ellen. Több mint 200 férfit, nőt, gyermeket és idős bosnyák civilt öltek meg könyörtelenül. A férfiakat kezdetben a falu iskolájában tartották fogva, majd szisztematikusan kivégezték őket. Egy csoportot a Lanište 1-nél töltött utolsó pillanatai előtt még meg is kínoztak. A meggyilkolt bosnyákok maradványait több helyen szétszórva találták meg. A Lanište 1 csak egy volt a négy tömegsír közül, amelyekhez több, kisebb, több személy maradványait tartalmazó sír és elszigetelt temetkezési hely is társult. Figyelemre méltó, hogy ezeknek a helyszíneknek a többsége jelentős, több mint 10 kilométeres távolságra fekszik Biljanitól. 
A Lanište 1. számú alatt tömegsír legfiatalabb áldozata egy mindössze 4 hónapos baba, Amila Džaferagić volt, akit meggyilkolt édesanyja karjaiban, egy tejesüveget szorongatva találtak meg. Az exhumálás során további áldozatok, 29 kiskorú, köztük hét, tíz év alatti gyermek holttestét tárták fel. A gyilkosságok brutalitását tovább bizonyítják a barlangot körülvevő fákon talált golyónyomok. 
Ma a Lanište 1 emlékhelyként szolgál. A helyet emléktábla jelöli, a barlangot pedig bekerítették és lefedték. A látogatók azonban így is bepillanthatnak a gödör mélységébe.
A Lanište II. tömegsírt 1995 végén a Babina dolina néven ismert helyen találták meg, amely mintegy 2,7 kilométerre van a Lanište-hágótól. Itt Velagići, Krasulje és Kamičak falvakból származó 77 bosnyák maradványait exhumálták, akiket 1992. június 1-jén öltek meg a velagićii általános iskola előtt. Azután ölték meg őket, hogy Vojići, Hasići, Nezići, Hadzići és Velagići településeiről érkező férfiakat behívták a velagići rendőrállomásra. A felhívásra jelentkezőket a katonai rendőrök lefogták és a régi iskola helyiségeibe kényszerítették, majd késő este innen kiűzték és lelőtték őket. Néhány bosnyák túlélte a lövöldözést. Az iskola előtt fekvő sebesülteket fejbe lőtték. A második napon a holttesteket teherautókba pakolták, és elvitték a Babina völgyébe, ahol eltemették őket.

## Nevezetességei
- Lanište 1. nemzeti emlékhely